# Stadttore von Qazvin

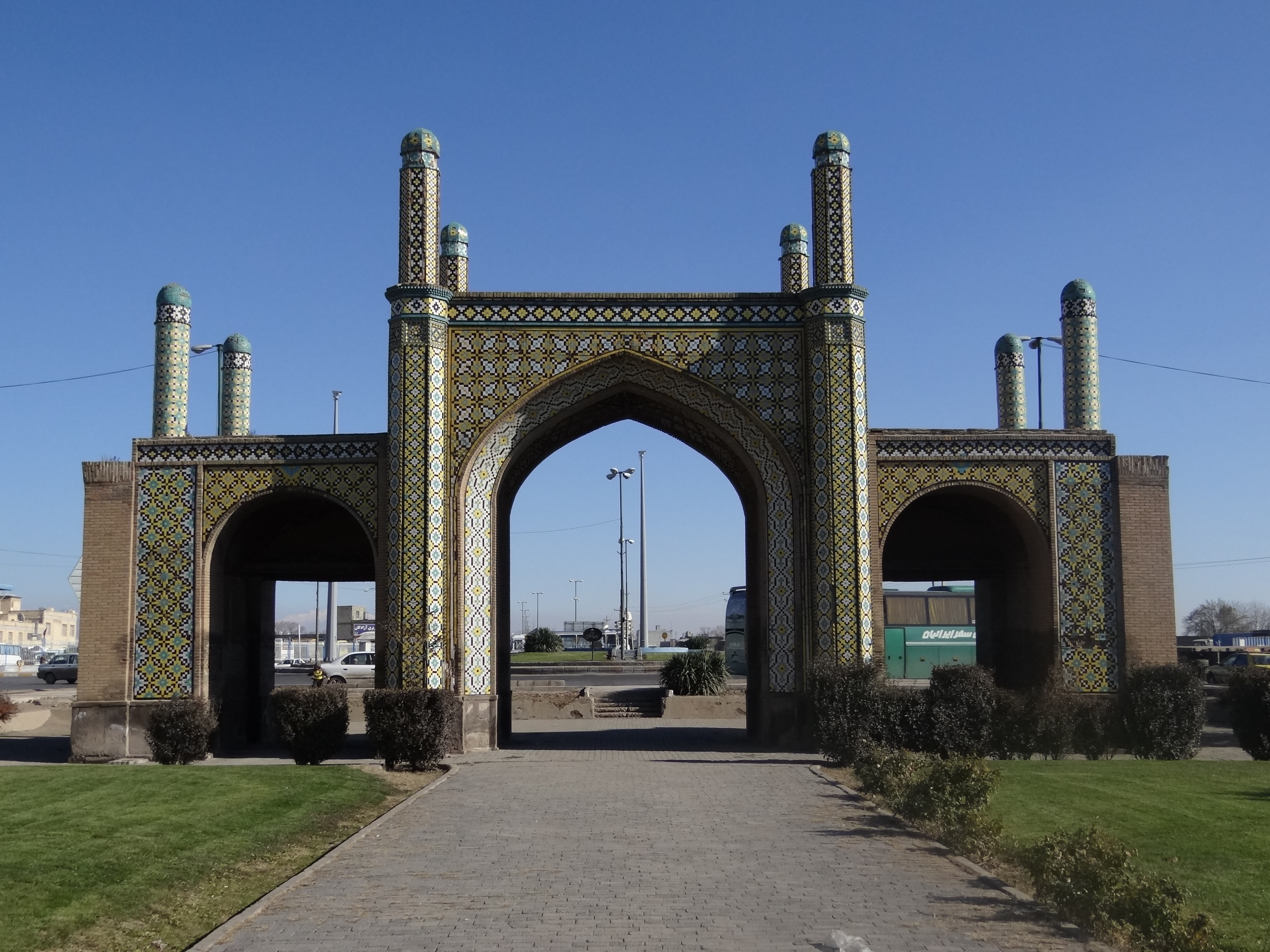
Teheran-Tor

Die Stadttore von Qazvin sind weitestgehend nicht erhaltene Stadttore in Qazvin, Iran. Sie stammten teilweise aus der Kadscharenzeit und es gab ursprünglich neun dieser Tore. Heute sind zwei davon noch erhalten.
Fünf dieser Tore waren mit gelben Fayencen verkleidet. Die beiden heute erhaltenen Tore sind das auf das Jahr 1877 zurückgehende „Darvāze Kuschk“ (auch: „Darvaze-ye Darb-e Kuschk“), das an der Ausfallstraße nach Norden liegt und das an der Ausfallstraße nach Süden gelegene „Darvāze Teherān“ (auch: „Darvanze-ye Tehran-e Qadim“). Das erstere der beiden Tore ist aufgrund von Erdbeben bis heute einsturzgefährdet und deshalb mit Balken abgestützt, das zweite Tor wurde 1960 grundlegend restauriert. Beide Tore haben Haupt- und Nebeneingänge. Diese sind mit Ziertürmen versehen und mit farbigen Fliesen geschmückt, die zumeist geometrische Muster aufweisen. Machtsymbol des „Darvāze Kuschk“ sind auffällige Löwenmotive.

## Die Tore
Im 9. Jahrhundert verfügte Qazvin über sieben Stadttore, bis zur Zeit der Kadscharen-Dynastie erhöhte sich diese Zahl auf neun, nämlich die Tore:
- Panbeh Riseh
- Scheich Abad
- Rascht
- Maghläwak
- Chandaghbar
- Schahsadeh Hussein
- Mossala
- Teheran
- Räh e Kuschk